# Saunasaari (ö i Norra Savolax, Inre Savolax, lat 62,67, long 26,93)
Saunasaari är en ö i Finland. Den ligger i sjön Koskelovesi och Miekkavesi och i kommunerna Suonenjoki och Rautalampi och landskapet Norra Savolax, i den centrala delen av landet, 300 km norr om huvudstaden Helsingfors. Öns area är 1,2 hektar och dess största längd är 230 meter i öst-västlig riktning.